# Margaret Woodbridge
Margaret Woodbridge (Detroit, Estados Unidos, 6 de enero de 1902-Nueva York, 23 de enero de 1995) fue una nadadora estadounidense especializada en pruebas de estilo libre media distancia, donde consiguió ser subcampeona olímpica en 1920 en los 300 metros.

## Carrera deportiva
En los Juegos Olímpicos de Amberes 1920 ganó la medalla de plata en los 300 metros estilo libre, tras su compatriota Ethelda Bleibtrey y por delante de la también estadounidense Frances Schroth; y también ganó la medalla de oro en los relevos de 4x100 metros estilo libre, por delante de Reino Unido y Suecia (bronce).